# Plexippus insulanus
Plexippus insulanus är en spindelart som beskrevs av Tord Tamerlan Teodor Thorell 1881. Plexippus insulanus ingår i släktet Plexippus och familjen hoppspindlar. Inga underarter finns listade i Catalogue of Life.